# Teribe
El teribe (térraba a Costa Rica o naso tjerdi per disposició legal a Panamà) és una llengua parlada pels indígenes naso o teribe, al nord-oest de Panamà, a les províncies de Bocas del Toro i Chiriquí i al sud de les províncies de Puntarenas i Limón, Costa Rica, en aquesta última gairebé extinta. Amb l'ajuda del grup panameny, els térraba de Costa Rica estan recuperant el coneixement del seu idioma originari.
Pertany a la família lingüística txibtxa, en el grup de llengües ístmiques occidentals. És parlat actualment per 3.300 persones, que també parlen el espanyol com a llengua alternativa.
L'idioma és del tipus OVS.